# الکساندرا مرکولوا
الکساندرا مرکولوا (به انگلیسی: Alexandra Merkulova) ژیمناست زادهٔ ۲۵ نوامبر ۱۹۹۵ میلادی اهل کشور روسیه است.